# Hector Charpentier
Pour les articles homonymes, voir Charpentier (homonymie).
Hector Charpentier (fils) est un peintre martiniquais, né en 1950 à Fort-de-France.

## Biographie
Né le 4 janvier 1950, d'un père enseignant, Hector Charpentier, et d'une mère professeur d'art plastique Paule Charpentier, il baigne très tôt dans le monde de l'art et de la peinture. Sa mère est d'ailleurs la fondatrice d'une des premières galeries de la Martinique à Saint-Pierre. Il s'intéresse à la peinture vers l'âge de 14 ans, ce n'est que plus tard, à 18 ans, que son goût pour la sculpture lui vient. Hector Charpentier peint sa première toile à l’âge de 16 ans. Il fait sa première exposition au centre municipal des Beaux-Arts de Fort-de-France à l’âge de 19 ans. De 1969 à 1975, il poursuit ses études aux Beaux-Arts de Toulouse.
Il se définit aujourd’hui comme le fondateur de la « figurabstraction », association de figuratif et de l’abstrait.

## Œuvres de rue en Martinique
- La Renaissance, fin des années 1970; béton, Saint Pierre ;
- Monument du centenaire de la liberté, 1990, béton, Schœlcher ;
- Le Nègre marron, 1998, bronze ; Le Diamant ;
- Les bras de la Liberté, 2002, bronze ; le Prêcheur [2];
- La proclamation de l'abolition de l'esclavage, 2002, technique mixte ; St Pierre[3].

## Expositions

### En France
- Grand Palais à Paris (1997-1998)
- Musée du Louvre à Paris 2003
- Préfecture de la Martinique - Fort de France (1996)
- Résidence du Conseil Général - Chanteclerc (2003)
- Tropiques-Atrium - Fort de France (2019)[4]

### À l’étranger
- Cuba - Musée de la révolution (1994)
- Saint Domingue - Musée d'art Moderne (1994)
- Suisse - Genève - Salon international du livre et de la presse(1998)
- Japon - Artec - Yokoama (1998)
- Haïti - Musée d'art haïtien - CMAC (1990)
- Trinidad - Carifesta (1995)